# استاتسما
استاتسما (به ایتالیایی: Stazzema) یک کومونه در ایتالیا است که در استان لوکا واقع شده‌است.

## خصوصیات
استاتسما ۸۰٫۷۲ کیلومترمربع مساحت و ۳٬۳۷۹ نفر جمعیت دارد و ۴۵۳ متر بالاتر از سطح دریا واقع شده‌است.